# Chuột đồng lớn
Rattus argentiventer là một loài động vật có vú trong họ Chuột, bộ Gặm nhấm. Loài này được Robinson & Kloss mô tả năm 1916.